# أوسكار جاتو
أوسكار جاتو (بالإيطالية: Oscar Gatto) مواليد 1985 في إيطاليا، هو دراج إيطالي في صنف سباق الدراجات على الطريق.

## سجل النتائج

### سباقات أو مراحل فاز بها
- طواف إيطاليا

## روابط خارجية
- أوسكار جاتو على موقع الاتحاد الدولي للدراجات (الإنجليزية)
- أوسكار جاتو على موقع أرشيف الدراجات (الإنجليزية)
- أوسكار جاتو على موقع إحصائيات الدراجات الإحترافية (الإنجليزية)
- أوسكار جاتو على موقع نسبة الدراجات (الإنجليزية)
- أوسكار جاتو على موقع CycleBase (الإنجليزية)